# Mimořádná událost
Mimořádnou událostí se rozumí škodlivé působení sil a jevů vyvolaných činností člověka, přírodními vlivy, a také havárie, které ohrožují život, zdraví, majetek nebo životní prostředí a vyžadují provedení záchranných a likvidačních prací. Obecně lze za mimořádnou událost považovat náhlou závažnou událost, která způsobila narušení stability systému s možným ohrožením jeho bezpečnosti nebo existence.

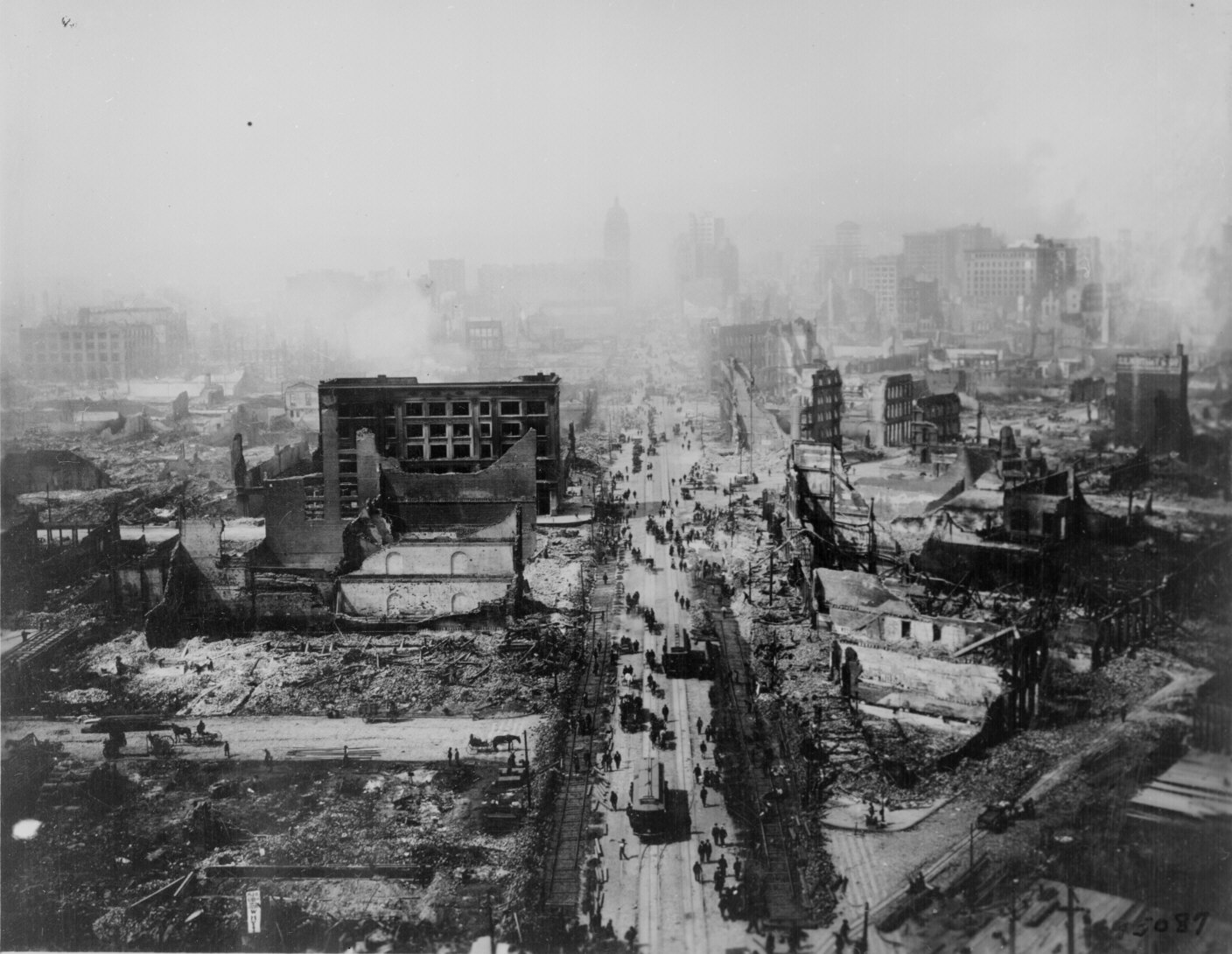
Zemětřesení v San Franciscu v roce 1906

## Druhy mimořádných událostí
Mimořádné události mívají obvykle na systém záporný účinek. Působí zhoršení funkce systému, zastavení jeho činnosti a v krajním případě i jeho zánik. Existují však i kladné mimořádné události, jež působí na systém pozitivně. I taková událost však může způsobit závažné problémy, neboť působí neplánované výkyvy systému.
Z hlediska příčin lze mimořádné události dělit na události vzniklé z nedostatku nebo naopak z nadbytku hmot, energií či informací (příkladem může být dlouhotrvající sucho a přívalové deště nebo nedostatek informací a zahlcení informačního systému velkým množstvím informací).
Podle působící příčiny lze dělit mimořádné události na
- mimořádné události vyvolané přírodními jevy

|  |  | - lokální (např. povodeň, zemětřesení) - globální (např. supervulkanická katastrofa, pandemie) | - abiotické (např. vichřice, požáry způsobené přírodními ději) - biotické (např. epizootie, přemnožení škůdců) |

- mimořádné události vyvolané lidským činitelem

|  |  | - neúmyslné (např. technická závada, havárie, nedbalost) - úmyslné (např. sabotáž, terorismus, válka) | - vojenské (vojenské napadení státu) - nevojenské (nepokoje, sociální či ekonomické příčiny) |

- mimořádné události vyvolané smíšenými příčinami (změna podnebí vlivem produkce skleníkových plynů)

V průběhu mimořádné události je narušena bezpečnost a stabilita systému. Pro zabránění vzniku mimořádných událostí či pro omezení jejich dopadu na systém je třeba činit příslušná opatření.

### Klasifikace mimořádných událostí podle závažnosti

#### Stupně poplachu
Základní složky integrovaného záchranného systému (IZS) zajišťují nepřetržitou pohotovost pro příjem ohlášení vzniku mimořádné události, její vyhodnocení a neodkladný zásah v místě mimořádné události. Stupeň poplachu vyhlašuje po příjezdu na místo události velitel zásahu podle poplachového plánu IZS (či HZS kraje). Podle závažnosti mimořádné události se rozlišují tyto poplachové stupně:
- 1. stupeň poplachu IZS (HZS)
- 2. stupeň poplachu IZS (HZS)
- 3. stupeň poplachu IZS (HZS)
- zvláštní stupeň poplachu IZS (HZS)

Pokud velitel zásahu vyhlásí nejvyšší, zvláštní stupeň poplachu, či pokud je o to velitelem zásahu požádán, přebírá koordinaci záchranných a likvidačních prací na území kraje hejtman kraje. Pokud mimořádná událost přesáhne území České republiky nebo území kraje, přebírá koordinaci záchranných a likvidačních prací ministerstvo vnitra.

#### Mimořádné události podle stupně aktivace traumatologického plánu ZZS
Pro případ vzniku mimořádné události vypracovává zdravotnická záchranná služba traumatologický plán. Stupeň mimořádné události, resp. stupeň aktivace plánu se řídí podle počtu postižených.
- 1. stupeň – 0 až 10 postižených (jednotlivci)
- 2. stupeň – 11 až 100 postižených
- 3. stupeň – 101 až 1000 postižených
- zvláštní stupeň – nad 1000 postižených

Cílem traumatologického plánu je efektivně pomoci co možná největšímu počtu postižených. Plán stanoví především činnost výjezdových skupin zdravotnické záchranné služby na místě mimořádné události, způsob transportu postižených do zdravotnických zařízení a seznam těchto zařízení, přehled sil a prostředků a způsob spolupráce s ostatními složkami IZS pro případ nutnosti koordinovaného postupu více složek IZS.